# David Grossman (réalisateur)
Pour les articles homonymes, voir David Grossman.
David Grossman est un réalisateur et producteur de télévision américain. Il est notamment coproducteur exécutif de Desperate Housewives (dont il a également réalisé 52 épisodes entre 2005 et 2012) et a travaillé sur de nombreuses séries télévisées.

## Filmographie

### Réalisateur
- 1994 - 1998 : Code Lisa, 34 épisodes
- 1996 et 1997 : Loïs et Clark, 2 épisodes
- 1998 : Sliders : Les Mondes parallèles, 1 épisode
- 1998 et 1999 : Demain à la une, 3 épisodes
- 1999 - 2002 : Angel, 4 épisodes : Je ne t'oublierai jamais, Le Linceul qui rend fou, Billy et Quitte ou double
- 1999 - 2003 : Buffy contre les vampires, 13 épisodes : Trahison, Cohabitation difficile, Cœur de loup-garou, Superstar, Facteur Yoko, Jalousies, Quand Spike s'en mêle, Magie noire, Chaos (en deux parties), Tabula rasa, L'Aube du dernier jour et Rendez-vous dangereux
- 2001 : Roswell, 1 épisode
- 2001 et 2002 : Ally McBeal, 2 épisodes (Thérapie et Maman Ally)
- 2003 : George de la jungle 2
- 2003 et 2004 : Les Experts : Miami, 5 épisodes
- 2003 et 2004 : Les Experts, 4 épisodes
- 2004 et 2005 : Malcolm, 4 épisodes
- 2005 : Lost : Les Disparus, 1 épisode (Elle ou lui)
- 2005 - 2012 : Desperate Housewives, 52 épisodes
- 2005 -2017 :Bones, 17 épisodes